# Friedrich Heinrich Jacobi
Friedrich Heinrich Jacobi (Düsseldorf, 25 gennaio 1743 – Monaco di Baviera, 10 marzo 1819) è stato un filosofo tedesco.

## Biografia e pensiero
Jacobi nacque a Düsseldorf il 25 gennaio 1743 in una ricca famiglia.
Suo padre lo inviò come apprendista in una società commerciale di Ginevra, dove il fisico Georges-Louis Le Sage lo introdusse alla filosofia. A Ginevra lesse l'Émile di Jean-Jacques Rousseau, e più precisamente "La confession du vicaire savoyard".
Di ritorno in Germania, nel 1762, lesse Spinoza.
Nel 1780 si trasferì ad Amburgo e durante il viaggio, lungo il percorso, incontrò Klopstock, Reimarus e Lessing.
Jacobi può essere considerato un importante testimone della filosofia del suo tempo rintracciabile nella diffusa rete di rapporti e nel vasto epistolario che egli ebbe con i maggiori intellettuali tedeschi come Goethe, Herder, Hamann, Wieland, con i pensatori francesi dell'Encyclopédie e con Rousseau, nonché con i maggiori esponenti degli idealisti dell'epoca, verso i quali assunse una posizione critica.
Lo scopo della sua filosofia teista è quello di difendere la validità della fede come sentimento dell'incondizionato, ovvero di Dio. La ragione non può giungere a una dimostrazione dell'esistenza di una divinità creatrice. Cartesio ha voluto dimostrare l'esistenza di un creatore del mondo ma, secondo Jacobi, egli ha dimostrato soltanto l'unità di tutte le cose, la totalità del mondo. Anche le filosofie di Spinoza, Bruno e Shaftesbury sono rifiutate in quanto i loro panteismi, in particolare quello di Spinoza, vengono identificati con l'ateismo poiché l'identificazione di Dio con il mondo altro non sarebbe che l'identificazione del condizionato con l'incondizionato.
Questa sua presa di posizione alimentò tuttavia l'effetto opposto di suscitare un rinnovato interesse verso lo spinozismo, che portò alla riscoperta di quest'ultimo e alla rivalutazione del panteismo in esso contenuto soprattutto da parte di Goethe, che definì Spinoza «theissimus et christianissimus», oltre che di Schelling.
Se nel negare la possibilità di ogni dimostrazione di Dio per considerarlo esclusivamente oggetto di fede Jacobi si avvicina a Kant, la sua filosofia della fede come appello al soprasensibile viene direttamente osteggiata nello scritto kantiano Che cosa significa orientarsi nel pensiero? dove il filosofo di Königsberg, intervenendo nella polemica, che coinvolge anche Mendelssohn e Herder, ribadisce che la fede non può fondarsi che su di un postulato della ragion pratica e che essa non ha certezza teoretica, ma solo una verosimiglianza che basta a tutte le esigenze della condotta morale.
Massone, Jacobi fu membro degli Illuminati di Baviera col nome di Sully.
Jacobi fu l'autore di una lettera che lo rese tra i protagonisti della famosa accusa di ateismo contro Johann Gottlieb Fichte, che portò alle sue dimissioni dall'università di Jena.

## Opere
- Friedrich Heinrich Jacobi: Werke. Gesamtausgabe, su pe.ruhr-uni-bochum.de.
- Briefwechsel — Nachlaß — Dokumente, su frommann-holzboog.de.

Traduzioni italiane
- Norberto Bobbio (a cura di), Jacobi. Idealismo e realismo, Torino, Francesco De Silva, 1948.
- Valerio Verra (a cura di), Jacobi. Una antologia dagli scritti: con le testimonianze di Goethe, Herder, Humboldt, Schlegel, Fichte, Schleiermacher, Hegel, Schelling, Torino, Loescher, 1966.
- Valerio Verra (a cura di), La dottrina di Spinoza. Lettere al signor Moses Mendelssohn, traduzione di Francesco Capra, Bari, Laterza, 1969  [1785].
- Virginia Cisotti (a cura di), Discorso sui due romanzi di Friedrich Heinrich Jacobi: Allwill e Woldemar, Milano, Cisalpino-Goliardica, 1983  [1775-1785].
- Paolo Bernardini (a cura di), Allwill, Milano, Guerini, 1991  [1775].
- Alberto Iacovacci (a cura di), Idealismo e nichilismo: la lettera di Jacobi a Fichte, Padova, CEDAM, 1992  [1799].
- Giuliano Sansonetti (a cura di), Scritti kantiani, Brescia, Morcelliana, 1992.
- Giuliano Sansonetti (a cura di), Le cose divine e la loro rivelazione, Torino, Rosenberg & Sellier, 1999  [1811].
- Woldemar Serenella Iovino (a cura di), Woldemar, Padova, CEDAM, 2000.
- Giuliano Sansonetti (a cura di), Fede e nichilismo. Lettera a Fichte, Brescia, Morcelliana, 2001.
- Ariberto Acerbi (a cura di), Lettera a Fichte (1799, 1816), Napoli, La Scuola di Pitagora, 2017.